# Jen-Hsun Huang
Jen-Hsun Huang (cinese semplificato: 黄仁勋; tradizionale cinese: 黃仁勳; pinyin: Huang Rénxūn), noto anche con lo pseudonimo di Jensen Huang (Tainan, 17 febbraio 1963), è un imprenditore e ingegnere elettrico statunitense di origine taiwanese, miliardario, co-fondatore, presidente e CEO della società di processori grafici NVIDIA.
Nel luglio 2025 il patrimonio netto di Huang era stimato a 150 miliardi di dollari da Forbes, rendendolo la 6a persona più ricca del mondo.

## Biografia
Nato a Tainan, Taiwan, la sua famiglia si trasferì in Thailandia quando aveva cinque anni. Quando aveva nove anni, lui e suo fratello maggiore furono mandati negli Stati Uniti a vivere con uno zio a Tacoma, Washington. A dieci anni viveva nel dormitorio maschile con suo fratello all'Oneida Baptist Institute mentre frequentava una scuola pubblica separata, la Oneida Elementary School, a Oneida, nel Kentucky: suo zio aveva scambiato quella che in realtà era un'accademia di riforma religiosa per un prestigioso collegio. Il compagno di stanza di Huang a Oneida era analfabeta e in cambio dell'insegnamento della lettura, insegnò a Huang come effettuare certi esercizi sugli attrezzi ginnici.

Diversi anni dopo, anche i loro genitori si trasferirono negli Stati Uniti e si stabilirono in Oregon e i due fratelli tornarono a vivere con loro. Huang saltò due anni e si diplomò a sedici anni alla Aloha High School, situata alla periferia della città di Portland. Mentre cresceva in Oregon negli anni '80, Huang ottenne il suo primo lavoro in un ristorante locale di Denny's, dove lavorò come cameriere. Huang ha poi conseguito la laurea in ingegneria elettrica presso l'Università statale dell'Oregon nel 1984 prima di trasferirsi in California e ottenere il master in ingegneria elettrica presso l'Università di Stanford nel 1992.

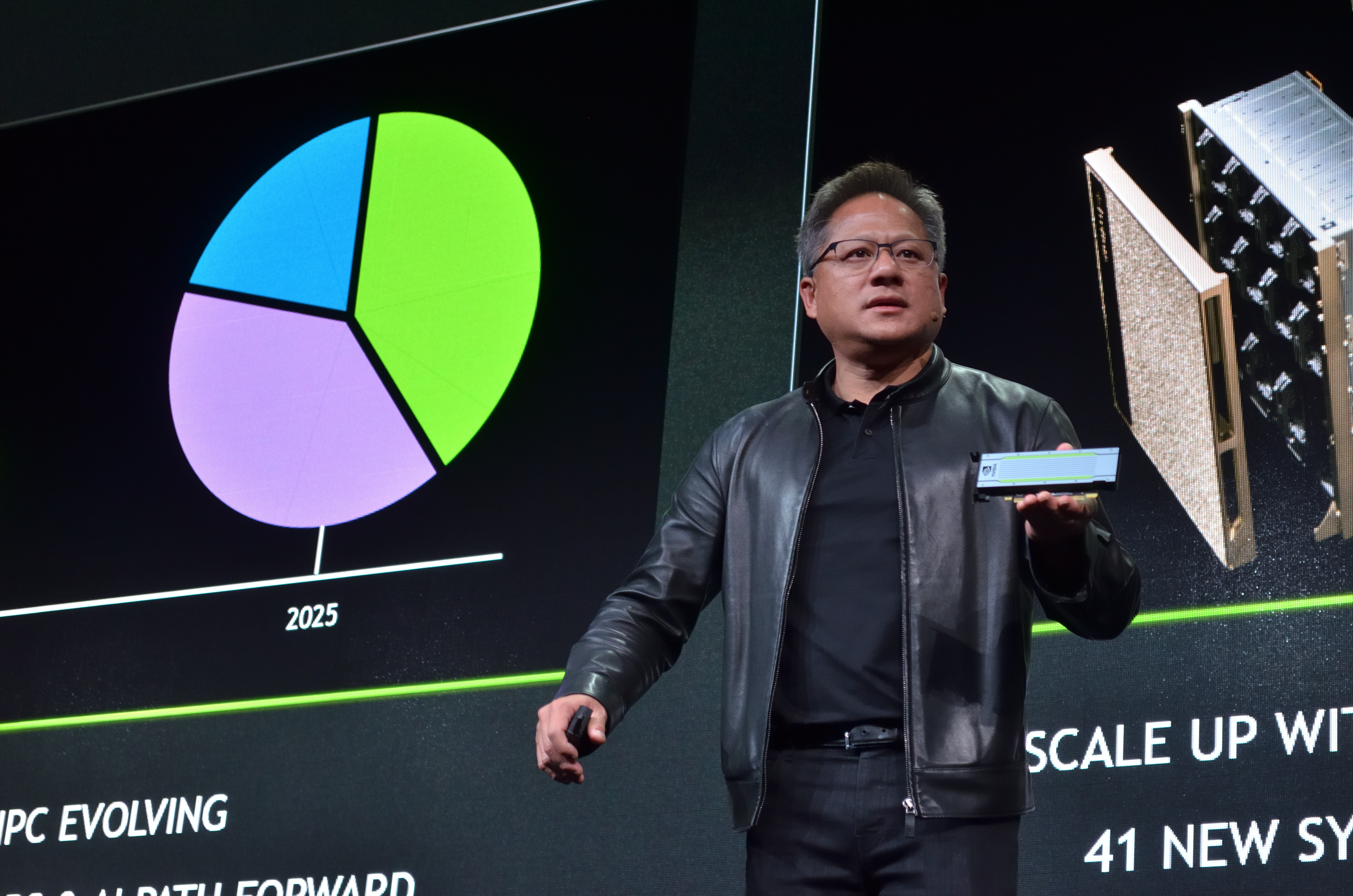
Jensen Huang al SC18

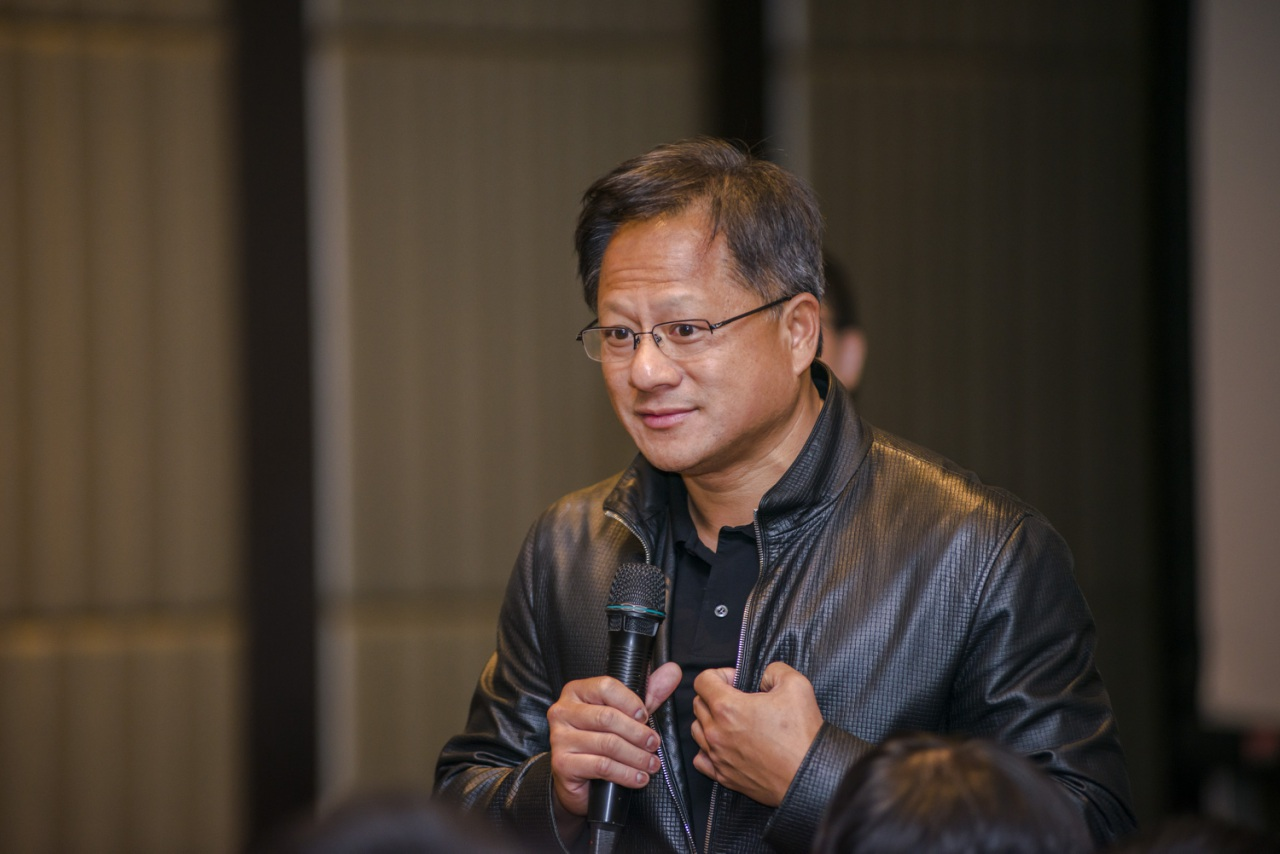
Jensens Huang a Taipei

Dopo il college fu Director of Coreware alla LSI Logic e designer di microprocessori alla Advanced Micro Devices, Inc. (AMD). Nel 1993, a 30 anni, Huang ha co-fondato, con Chris Malachowsky e Curtis Priem, NVIDIA, di cui è CEO e Presidente. Huang ne è stato amministratore delegato per oltre tre decenni, "un mandato quasi inaudito nella Silicon Valley in rapida evoluzione". Possiede il 3,6% delle azioni di Nvidia, che sono state quotate in borsa nel 1999. Ha guadagnato 24,6 milioni di dollari come CEO nel 2007,  risultando il 61º CEO statunitense più pagato nella classifica di Forbes.

## Filantropia
Nel 2022 Huang ha donato 50 milioni di dollari alla sua alma mater, l'Università statale dell'Oregon, come parte di una donazione di 200 milioni di dollari per la creazione di un istituto di supercalcolo nel campus.
Nel 2008 Huang ha donato 30 milioni di dollari alla Stanford University, serviti a costruire lo "Jen-Hsun Huang School of Engineering Center".
L'edificio è il secondo dei quattro che compongono il Science and Engineering Quad di Stanford.
Huang ha donato alla sua alma mater Oneida Baptist Institute 2 milioni di dollari per costruire la Huang Hall, un nuovo dormitorio femminile e un nuovo edificio per le aule.

## Premi e riconoscimenti
- 1999: nominato Imprenditore dell'anno nell'alta tecnologia da Ernst & Young.[15]
- 2002: riceve il Daniel J. Epstein Engineering Management Award dalla University of Southern California.[16]
- 2004: riceve il Dr. Morris Chang Exemplary Leadership Award dalla Fabless Semiconductor Association, che riconosce un leader che ha dato un contributo eccezionale alla promozione dello sviluppo, dell'innovazione, della crescita e delle opportunità a lungo termine del settore dei semiconduttori fabless.[17]
- 2005: nominato Alumni Fellow dalla Oregon State University.[18]
- 2007: ha ricevuto il Pioneer Business Leader Award della Silicon Valley Education Foundation per il suo lavoro sia nel mondo aziendale che in quello filantropico.[19]
- 2009: ha ricevuto un dottorato onorario dalla Oregon State University.[20]
- 2018: inserito nell'Edge 50 inaugurale, che nomina i 50 principali influencer mondiali nell'edge computing.[21]
- Ottobre 2019: nominato CEO con le migliori prestazioni al mondo dalla Harvard Business Review.[22]
- Novembre 2020: nominato "CEO Fornitore dell'anno" da Automotive News Europe Eurostars.[23]
- Novembre 2020: ha ricevuto il dottorato onorario dalla National Taiwan University.[24][25]
- Agosto 2021: ha ricevuto il Robert N. Noyce Award dalla Semiconductor Industry Association (SIA), la più alta onorificenza del settore.[26]
- Settembre 2021: inserito nel Time 100 , ovvero la lista annuale del Time delle 100 persone più influenti al mondo.[27]
- Febbraio 2024: eletto all'Accademia Nazionale di Ingegneria "per le unità di elaborazione grafica ad alta potenza, che alimentano la rivoluzione dell'intelligenza artificiale".[28]

## Vita privata
Mentre era all'Università statale dell'Oregon, Huang incontrò la sua futura moglie, Lori Mills, all'epoca sua compagna di laboratorio di ingegneria.  Hanno due figli. Suo figlio, Spencer Huang (黃勝斌S; pinyin: Huáng Shèngbīn), ha aperto un bar a Taipei nel 2015, ed è stato considerato uno dei 50 migliori bar in Asia da Forbes. Il bar ha chiuso a maggio 2021 e ora è product manager presso Nvidia.
La famiglia Huang viveva in normali case della classe media a San Jose, in California, prima che Nvidia diventasse pubblica nel 1999. Nel 2003, si trasferirono in una casa più grande a Los Altos Hills, California e nel 2004 acquistarono una seconda casa a Wailea, Hawaii. Nel 2017, una società a responsabilità limitata legata agli Huang ha acquisito una villa a San Francisco per 38 milioni di dollari.